# Wilpert (Adelsgeschlecht)

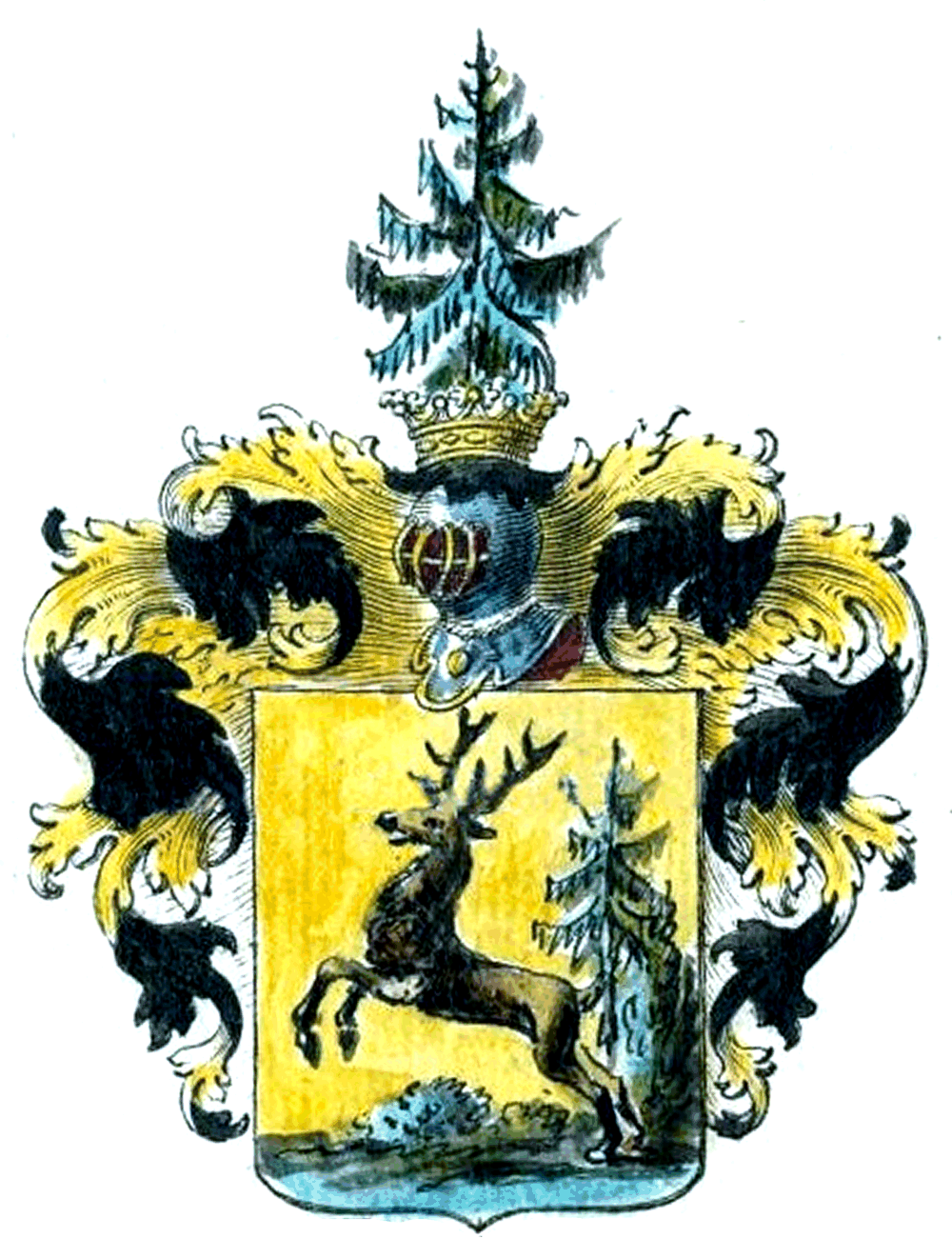
Stammwappen derer von Wilpert (1795)

Wilpert ist der Name eines deutsch-baltischen Adelsgeschlechts.

## Geschichte
Die Familie stammt ursprünglich aus Mecklenburg. Der Arzt Georg Friedrich Wilpert (1700–1755) aus Neubrandenburg ging nach seinem Studium und Promotion 1733 an der Universität Leiden nach Kurland und praktizierte in Mitau.
Seine beiden Söhne waren der Kaufmann und Bürgermeister von Riga Jakob Friedrich Wilpert (1741–1812) und der Propst Christian Georg Wilpert (1742–1813). Am 8. März 1795 erhielten beide Brüder gemeinsam durch Kaiser Franz II. ein Reichsadels-Diplom. Das Adelsdiplom enthielt auch das Privilegium Denominandi. Der von Jakob Friedrich Wilpert erworbene Besitz ging jedoch schon 1805 wieder verloren. In der Folge gelang es der Familie nicht, in die Matrikel der Kurländischen oder der Livländischen Ritterschaft aufgenommen zu werden.

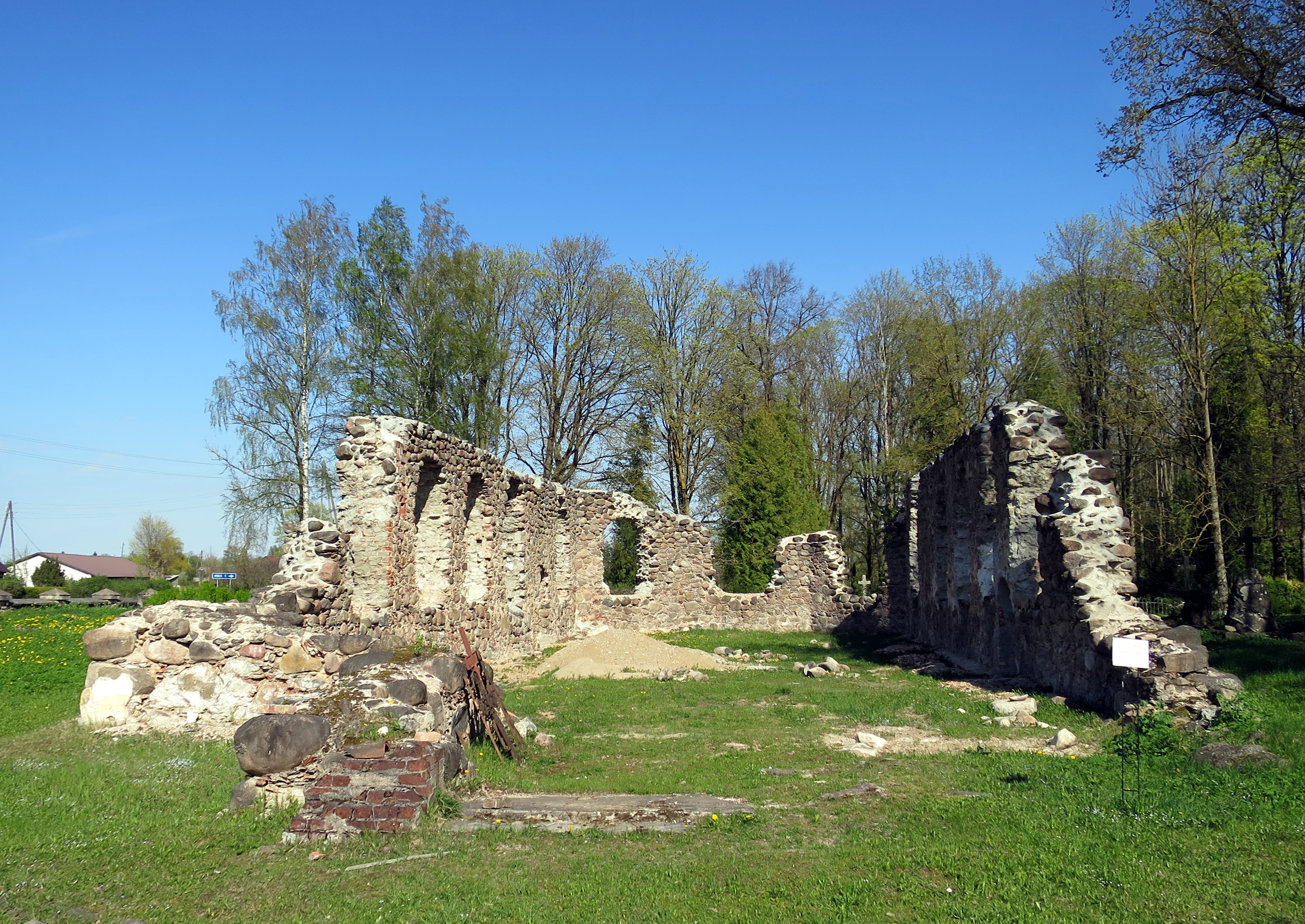
Ruine der Kirche in Siuxt (2016)

Die Familie trat vor allem durch Gelehrte (Ärzte, Geistliche) hervor. Die auf Jakob Friedrich Wilpert zurückgehende Linie starb schon mit seinem Sohn, dem Rigaer Arzt Carl von Wilpert (1778–1839), im Mannesstamm aus. Die auf Christian Georg Wilpert zurückgehende Linie hatte von 1772 bis 1906 über vier Generationen das Pastorat in Siuxt (lettisch Džūkste) inne. Der herausragendste Vertreter war Carl Ludwig Wilpert (1785–1861), der Generalsuperintendent von Kurland wurde. Als Pastoren haben die meisten Nachkommen auf das Führen des Adelsprädikats von verzichtet. Erst seit dem Ende des 19. Jahrhunderts wurde das Adelsprädikat wieder allgemein geführt.

## Besitzungen
- Hinzenberg/Inčukalns 1794–1806 (Pfandbesitz)[5]

## Wappen
Das 1795 bestätigte Stammwappen zeigt in Gold auf grünem Boden einen springenden natürlichen Hirsch vor zwei grünen Fichten am linken Schildrand; auf dem gekrönten Helm mit schwarz-goldenen Helmdecken eine wachsende grüne Fichte.

## Namensträger (chronologisch)
- Jakob Friedrich Wilpert (1741–1812), Kaufmann und Bürgermeister
- Christian Georg Wilpert (1742–1813), Pastor zu Siuxt und Propst von Doblen
- Carl von Wilpert (1778–1839), Arzt in Riga
- Carl Ludwig Wilpert (1785–1861), Generalsuperintendent von Kurland
- Gustav Wilpert (1795–1851), Mitbegründer der Urburschenschaft, Hofgerichtsadvokat in Riga
- James von Wilpert (1835–1926), Arzt, Schriftsteller
- Clara Wilpert (1835–1859), Dichterin[6]
- Victor von Wilpert (1861–1936), Lehrer und Historiker (Geschichte des Herzogtums Kurland)
- Richard von Wilpert (1862–1918), Lehrer, Staatsrat, Schriftsteller
- Friedrich von Wilpert (1893–1990), Journalist, Chefredakteur und Buchautor
- Gero von Wilpert (1933–2009), Germanist, Literaturwissenschaftler
- Marni von Wilpert, Juristin, Kommunalpolitikerin in San Diego